# تباين الباريون

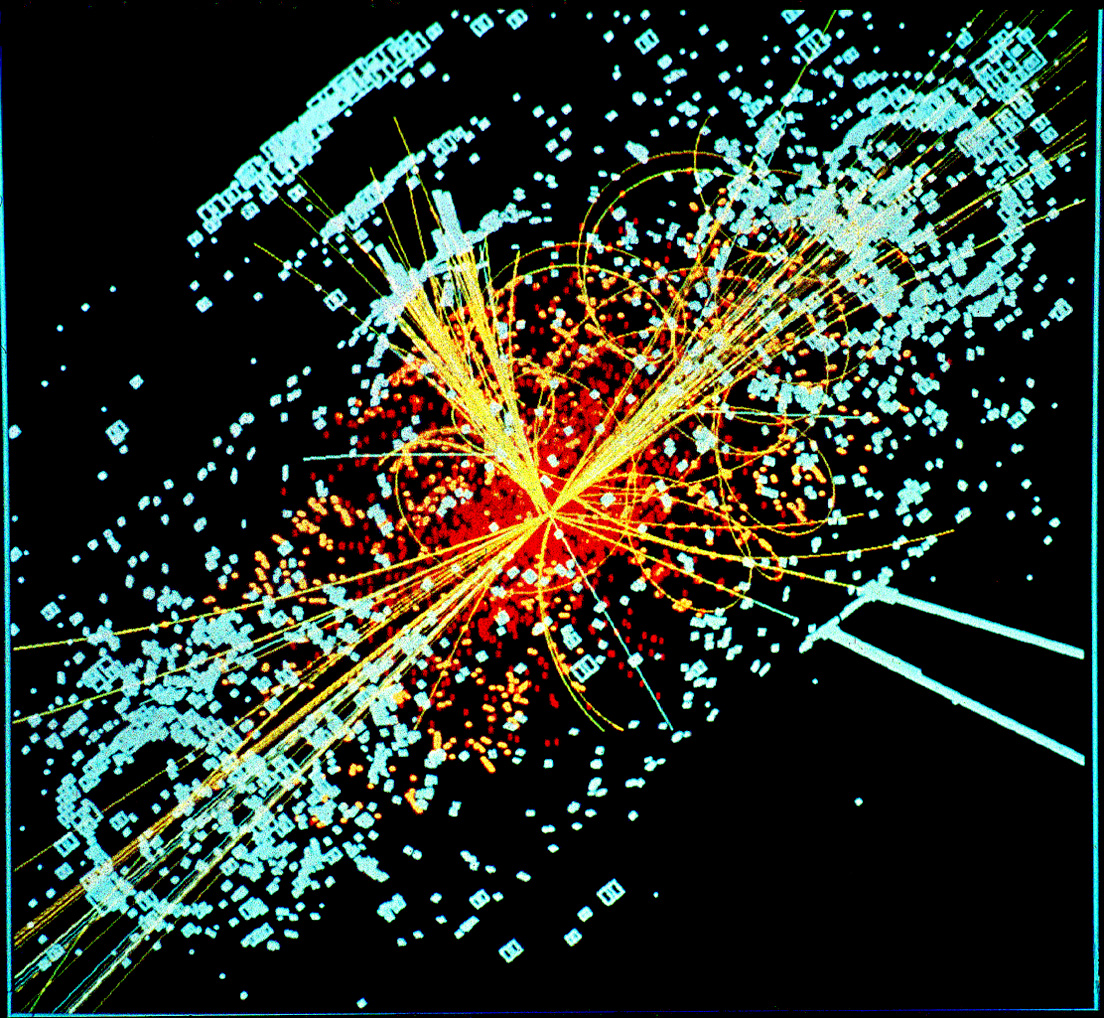

في الفيزياء، تشير مسألة تباين الباريون (بالإنجليزية: تباين الباريون) أو تباين الباريونات إلى حقيقة واضحة لوجود عدم تساوي كميات المادة الباريونية والمادة الباريونية المضادة في الكون، والذي لم تستطع تفسيره أي من نظرية النموذج العياري أو فيزياء الجسيمات أو النظرية النسبية العامة بشكل كامل. كان من المفترض أن ينتج الانفجار الكبير كميات متساوية من المادة والمادة المضادة، أي أنه كان من المفترض أن تفنى البروتونات مع البروتونات المضادة، والالكترونات مع الالكترونات المضادة (البوزيترونات)، والنيوترونات مع النيوترونات المضادة، والذي سينتج عنه فيض من الفوتونات في الكون بدون مادة، وبمخالفة ذلك لواقع الحال حيث أننا نعيش في كون من المادة فقط ولم نجد فيه مناطقا مكونة من مضادات المادة، فيبدو أن تكون بعض قوانين الفيزياء قد تصرفت بعد الانفجار الكبير بشكل مختلف تجاه المادة والمادة المضادة.
تتنافس الفرضيات لتفسير عدم التوازن بين كميات المادة والمادة المضادة بحيث تشكلت الباريونات (مادة الكون من الذرات)، والذي لم يفسر بعد.

## شروط ساخاروف
اقترح أندريه ساخاروف في عام 1967، مجموعة من ثلاثة شروط ضروريّة يتوجّب على التفاعل المولّد للباريون تحقيقها لإنتاج المادّة والمادّة المضادّة بمعدّلات مختلفة، وهي شروط مستوحاة من الاكتشافات الحديثة لإشعاع الخلفية الكونية الميكروويفية وخرق تناظر الشحنة السويّة في نظام الكاون المحايد "neutral kaon system".
الشروط الثلاثة الضرورية التي وضعها «ساخاروف» هي:
- الإخلال برقم باريون B
- الإخلال بتناظر-C، والإخلال بتناظر الشحنة السويّة.
- أن تحدث التفاعلات خارج التوازن الحراريّ

## الإخلال برقم باريون B
يعدّ الإخلال برقم باريون شرطًا ضروريّاً لإنتاج فائضٍ من الباريونات على الباريونات المضادّة. لكن هناك حاجة أيضًا إلى الإخلال بالتناظر C حتى لا تتوازن التفاعلات التي تنتج باريونات أكثر من الباريونات المضادّة مع التفاعلات التي تنتج الباريونات المضادّة أكثر من الباريونات. وبالمثل، يعدّ الإخلال بتناظر الشحنة السويّة مشابهًا لأنه سيتم إنتاج أعداد متساوية من الباريونات اليسرى (التي يكون اتّجاه دورانها معاكساً لاتّجاه حركتها) والباريونات المضادّة اليمنى (التي يكون اتّجاه دورانها مع اتجاه حركتها)، بالإضافة إلى أعداد متساوية من الباريونات المضادّة اليسرى والباريونات اليمنى. أخيرًا، يجب أن تكون التفاعلات خارج التوازن الحراري، وذلك لأنّ تماثل CPT (تماثل الشحنة والتكافؤ والزمن) سيضمن تعويضًا للباريون بين العمليات التي تزيد وتقلّل من أعداده.
لا يوجد حاليًا أي دليلٍ تجريبيّ على وجودِ أيّة تفاعلات بين الجسيمات يحدثُ فيها إخلال اضطرابي في عدد الباريون: وينتح عن ذلك أنّ جميع التفاعلات الجزيئية تملك رقم باريون ثابت قبل وبعد التفاعل. من الناحية الرياضيّة، يكون المبدّل الرياضيّ لعدد باريون مع النموذج المعياريّ (المضطرب) «هاملتوني» صفراً:{\displaystyle [B,H]=BH-HB=0}
ومع ذلك، فمن المعروف أنّ النموذج القياسي يخلّ بمصونيّة رقم الباريون بشكلٍ غير اضطرابيّ فقط: شذوذ U(1) الشامل. لمراعاة الإخلال برقم الباريون في التخليق البيولوجي، يمكن أن تحدث مثل هذه الأحداث (بما في ذلك اضمحلال البروتون) في النظرية الموحّدة العظمى (GUTs) ونماذج التناظر الفائق (SUSY) من خلال بوزونات ضخمة افتراضية مثل بوزون X.

### حدوث التفاعلات خارج التوازن الحراري
في سيناريو الانحلال خارج التوازن الحراري، [10] تنصّ الحالة الأخيرة على وجوب أن يكون معدّل التفاعل الذي يولّد تباين الباريون أقلّ من معدّل تمدد الكون. فلا تحقّق في هذه الحالة الجسيمات والجسيمات المضادّة المقابلة لها التوازنَ الحراري بسبب التوسع السريع الذي يقلّل من احتماليّة حدوث فناء الزوج.